# Frithjof Olstad
Frithjof Olstad, norveški veslač, * 23. november 1890, † 16. december 1956.
Olstad je za Norveško nastopil na Poletnih olimpijskih igrah 1912 v Stockholmu, kjer je s četvercem s krmarjem široke gradnje osvojil bronasto medaljo.  